# Jules Cambon
Jules Martin Cambon (París, 5 de abril de 1845-Vevey, Suiza, 19 de septiembre de 1935) fue un diplomático francés.
Comenzó su carrera como abogado (1866), sirvió en la guerra franco-prusiana y se integró en el servicio civil en 1871. Fue prefecto del departamento del Norte (1882) y del Ródano (1887-1891), y en 1891 fue designado Gobernador General de Argelia, en donde había servido ya en puestos de menor relevancia en 1874.
Fue nombrado embajador de Francia en Washington D. C. en 1897, y en esa condición trabajó en la preparación de los documentos preliminares para el acuerdo de paz entre España y Estados Unidos tras la Guerra Hispano-Estadounidense de 1898. Fue uno de los que contribuyeron a la firma del Tratado de París (1898). Su trabajo en las negociaciones permitió fortalecer las relaciones políticas entre España y Francia.
En 1902 fue nombrado embajador en Madrid, y en 1907 en Berlín, donde permaneció hasta el inicio de la Primera Guerra Mundial en 1914. Durante el conflicto fue jefe de la sección política del Ministerio de Asuntos Exteriores francés. Fue miembro de la Academia Francesa. Su hermano, Paul, fue también un notable diplomático.

### Otros artículos
- Carta de Cambon

- Datos: Q706123
- Multimedia: Jules Cambon / Q706123